# 下洲村
下洲村，是中华人民共和国山西省晋中市寿阳县宗艾镇下辖的一个村。。
2016年12月9日，下洲村公布为第四批中国传统村落。
2019年1月21日，下洲村公布为第七批中国历史文化名村。